# MSC Seaside
O MSC Seaside é um navio de cruzeiro operado pela MSC Crociere. O primeiro dos navios da Classe Seaside, foi a maior embarcação de cruzeiros já construída pela Fincantieri na época de sua estreia e possui um parque aquático de vários andares construído pela WhiteWater West, no Canadá.
O primeiro corte de aço ocorreu em 22 de junho de 2015 em Monfalcone. Sua construção começou em 4 de março de 2016 com o batimento de sua quilha, recebendo o casco número 6256 e sendo lançado ao mar em 26 de novembro.
O Seaside foi comissionado no final de 2017, sendo nomeado em cerimônia no Porto de Miami, no dia 22 de dezembro daquele ano. 
Em 2021/2022, realizou realizou sua estreia em águas brasileiras. Na ocasião, ofereceu cruzeiros partindo do Porto de Santos para destinos como Rio de Janeiro, Búzios e Ilha Grande . 
Nos últimos anos, tem realizado cruzeiros pelo Caribe e pelo Mediterrâneo, partindo de portos como Miami, Fort-de-France, Barcelona e Marselha.
A partir de novembro de 2025, passa a realizar exclusivamente cruzeiros de três e quatro noites para às Bahamas partindo de Miami.